# Dühöngő ifjúság (film)
A Dühöngő ifjúság (eredeti cím: Look Back in Anger) 1959-ben bemutatott fekete-fehér brit filmdráma Tony Richardson rendezésében. A forgatókönyvet John Osborne azonos című 1956-os színdarabjából Nigel Kneale írta. A főbb szerepekben Richard Burton, Claire Bloom, Mary Ure és Edith Evans látható.
Az 1959. szeptember 15-én bemutatott filmet négy kategóriában jelölték díjra a 13. BAFTA-gálán: legjobb film, kiemelkedő brit film, legjobb brit forgatókönyv (Kneale) és legjobb brit színész (Burton). Richard Burton egy további Golden Globe-jelölést is szerzett.

## Cselekmény
Jimmy és Alison Porter Derbyben élő fiatal házaspár. Egy szegényes padlásszobában élnek Jimmy legjobb barátjával és üzlettársával, Cliffel. Bár mindketten egyetemet végeztek, a szerény megélhetés érdekében a két férfi kénytelen egy édességstandot üzemeltetni a helyi piacon. Amiért képtelen feljebb jutni a társadalmi ranglétrán és számos igazságtalanságot lát maga körül, Jimmy dühös a társadalomra, különösen a hatalommal bíró emberekre. Frusztrációját meghunyászkodó feleségén, a felső-középosztálybeli osztályból származó Alisonon vezeti le. Bár Jimmy szereti a nőt, eközben mégis megvetően viszonyul hozzá, mert úgy érzi, az ezüstkanállal a szájában született és sosem tapasztalta meg a szükséget és szenvedést. Dühében a nő fejéhez vágja, bárcsak tudna gyereket szülni és ezután meghalna a gyermeke, így ő is szembesülne az élet tragédiáival. Jimmy nem tudja, hogy Alison valóban várandós, bár a nőnek vegyes érzései vannak a terhességgel és viharos házasságával kapcsolatban.
A feszültség tovább nő a házaspár tagjai között, amikor Alison meghívja magukhoz öntudatos barátnőjét, a színésznő Helenát. Jimmy gyűlöli őt, de beleegyezik, hogy rövid ideig náluk lakjon. Látva a férj durva viselkedését, Helena meggyőzi Alisont, hagyja el őt. A Jimmyhez közelálló, idős asszony, Ma Tanner, aki a férfinak pénzt kölcsönzött az üzletéhez, épp aznap kap végzetes szélütést. Alison apja, Redfern ezredes hazaviszi lányát. A gyászoló Jimmy csak Helenát találja a lakásban, és először értesül felesége terhességéről is. Heves vitába keveredik a színésznővel, aki végül pofon vágja a gyalázkodó férfit – ezt követően szenvedélyesen megcsókolja és viszonyba kezdenek.
Hónapokkal később Jimmy és Helena kiegyensúlyozott párkapcsolatban él, de a férfinek még mindig fáj Alison távozása. A veszélyeztetett Alison eközben attól tart, Jimmy korábbi, gyermekével kapcsolatos rosszindulatú kívánsága megvalósul majd. Cliff úgy dönt, önállóan próbál boldogulni az életben, Jimmy és Helena elkísérik a vasútállomásra. A restiben összefutnak a lesújtottan üldögélő Alisonnal, Helena értesül barátnője vetéléséről. Helena felismeri, hogy helytelen dolog volt tönkre tenni házasságukat, ezután elhagyja Jimmyt. Jimmy és Alison kibékülnek egymással.

## Szereplők

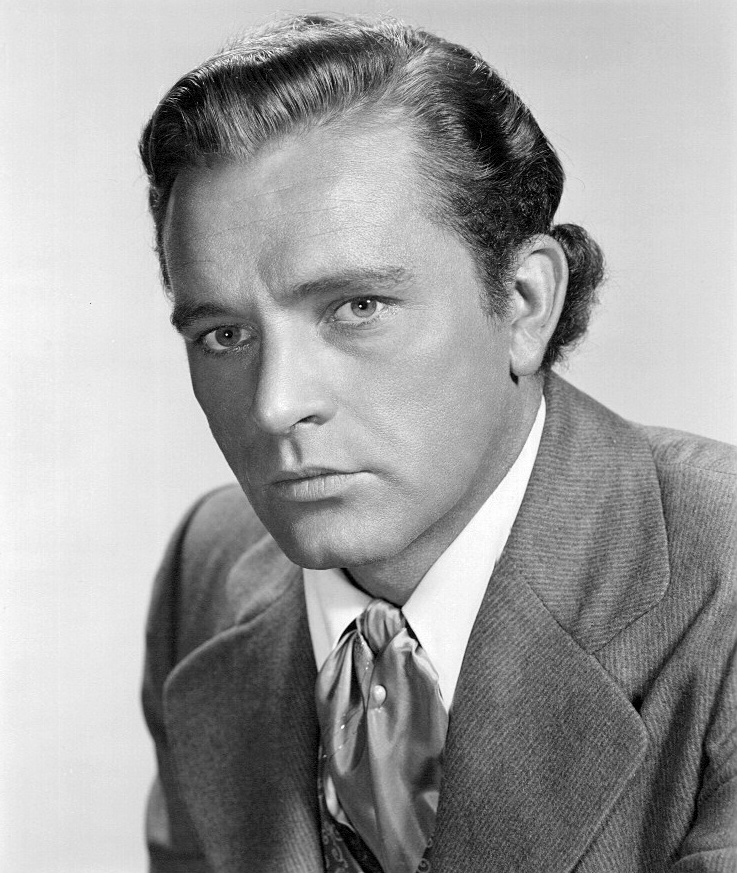
Richard Burton, a film férfi főszereplője BAFTA- és Golden Globe-jelölést is szerzett alakításával

| Szerep                 | Színész               | Magyar hang        | Magyar hang        |
| Szerep                 | Színész               | 1. szinkron (1970) | 2. szinkron        |
| ---------------------- | --------------------- | ------------------ | ------------------ |
| Jimmy Porter           | Richard Burton        | Sztankay István    | Szakácsi Sándor    |
| Helena Charles         | Claire Bloom          | Szegedi Erika      | Györgyi Anna       |
| Alison Porter          | Mary Ure              | Földi Teri         | Nagy-Kálózy Eszter |
| Ma Tanner              | Edith Evans           | Gobbi Hilda        | Mednyánszky Ági    |
| Cliff Lewis            | Gary Raymond          | Tordy Géza         |                    |
| Redfern ezredes        | Glen Byam Shaw        | Kovács Károly      | Izsóf Vilmos       |
| Mrs. Redfern           | Phyllis Neilson-Terry |                    |                    |
| Hurst, piaci felügyelő | Donald Pleasence      | Nagy István        | Halmágyi Sándor    |
| doktor                 | George Devine         |                    | Kardos Gábor       |
| színész                | Walter Hudd           |                    |                    |
| kereskedelmi utazó     | Nigel Davenport       |                    |                    |
| kereskedelmi utazó     | Alfred Lynch          |                    |                    |
| szemüveges férfi       | Toke Townley          |                    |                    |

## Díjak és jelölések
| Díj                     | Kategória                            | Jelölt          | Eredmény | Ref.  |
| ----------------------- | ------------------------------------ | --------------- | -------- | ----- |
| BAFTA-díj (1960)        | legjobb film bármilyen forrásból     | Tony Richardson | Jelölve  | [ 5 ] |
| BAFTA-díj (1960)        | kiemelkedő brit film                 | Tony Richardson | Jelölve  | [ 5 ] |
| BAFTA-díj (1960)        | legjobb brit forgatókönyv            | Nigel Kneale    | Jelölve  | [ 5 ] |
| BAFTA-díj (1960)        | legjobb brit színész                 | Tony Burton     | Jelölve  | [ 5 ] |
| Golden Globe-díj (1960) | legjobb férfi főszereplő (filmdráma) | Tony Burton     | Jelölve  | [ 6 ] |

## Fordítás
- Ez a szócikk részben vagy egészben  a   Look Back in Anger (1959 film) című angol Wikipédia-szócikk ezen változatának fordításán alapul.  Az eredeti cikk szerkesztőit annak laptörténete sorolja fel. Ez a jelzés csupán a megfogalmazás eredetét és a szerzői jogokat jelzi, nem szolgál a cikkben szereplő információk forrásmegjelöléseként.